# Liste der höchsten Berge der deutschen Länder
Diese Liste der höchsten Berge der deutschen Länder enthält die jeweils höchsten Berge oder Erhebungen der sechzehn deutschen Länder.

## Übersicht
Der höchste deutsche Berg ist mit 2962,06 m ü. NHN die bayerische Zugspitze, deren Höhe bis zum Jahr 2000 mit 2961,47 m ü. NN angegeben wurde. Die geringste Höhe erreicht Bremen: Die mit 32,5 m Höhe höchste natürliche Erhebung des kleinsten Bundeslandes befindet sich im Friedehorstpark des Bremer Stadtteils Burglesum. Überragt wird sie vom Berg der Mülldeponie in Bremen-Blockland, dessen Gipfel 49 m hoch liegt. Der höchste natürliche Berg Berlins, der Große Müggelberg, ist mit 114,7 m 5,4 Meter niedriger als der aus Trümmerschutt des Zweiten Weltkriegs aufgeschüttete Teufelsberg, der 120,1 m Höhe erreicht; die höchste Erhebung von Berlin ist aber mit 120,7 m eine künstlich aufgeschüttete Erhebung der Arkenberge. Auch die höchsten Berge von Hamburg, Schleswig-Holstein und Mecklenburg-Vorpommern erreichen 200 m Höhe nicht.
Mit 201 m Höhe ist der Kutschenberg der höchste Gipfel Brandenburgs. Zwar hat das Land seinen topografisch höchstgelegenen Punkt mit 201,4 m Höhe an der Heidehöhe. Weil der Gipfel des Berges jedoch wenige Meter jenseits der Landesgrenze zu Sachsen liegt, gilt er nicht als höchster Berg Brandenburgs.
Als einziger der sechzehn Gipfel ist die Erhebung im Friedehorstpark nicht durch ein Gipfelkreuz oder einen Stein markiert. Der Gipfel des Großen Beerbergs liegt in der Kernzone eines Biosphärenreservats, deswegen darf der höchste Punkt Thüringens nicht betreten werden. Als Anlaufpunkt für Gipfelstürmer gilt eine Aussichtsplattform, die nur knapp unterhalb liegt.

## Legende
- Land: deutsches Land (sogenanntes „Bundesland“); das Wort „Liste“ darunter verweist auf eine Liste der höchsten Erhebungen dieses Landes
- Erhebung: höchster Berg oder sonstige höchste natürliche Erhebung
- Höhe: Höhe des Berges mit Angabe der Referenzfläche
- Lage: Koordinaten des Gipfels; per Klick auf das Icon kann man sich dessen Position auf verschiedenen Karten anzeigen lassen.
- Höhenzug: Name des Höhen- oder Gebirgszuges, in dem der Berg liegt
- Dominanz: Radius des Gebiets, das der Gipfel überragt; als Bezugspunkt ist zusätzlich der nächste höhere Berg angegeben.
- Schartenhöhe: Höhendifferenz, die man mindestens absteigen muss, um einen höheren Gipfel zu erreichen.

## Liste
Die jeweils höchsten Berge/Erhebungen der deutschen Länder sind – sortiert nach Höhe in Meter (m) über Normalhöhennull (NHN):
| Land                           | Erhebung                    | Höhe      | Lage                         | Höhenzug              | Dominanz                                                                                                | Schartenhöhe | Bild                                                 |
| ------------------------------ | --------------------------- | --------- | ---------------------------- | --------------------- | --- | ------------ | ---------------------------------------------------- |
| Baden-Württemberg (Liste)      | Feldberg                    | 1493,00 m | 47° 52′ 25″ N, 8° 0′ 14″ O   | Schwarzwald           | 097,00 km → Rossberg (CH)                                                                               | 0930,0 m     | Feldberg                                             |
| Bayern (Liste)                 | Zugspitze                   | 2962,06 m | 47° 25′ 16″ N, 10° 59′ 11″ O | Nördliche Kalkalpen   | 024,60 km → Acherkogel (A)                                                                              | 1746,0 m     | Westseite der Zugspitze                              |
| Berlin (Liste)                 | Großer Müggelberg           | 0114,7 m  | 52° 25′ N, 13° 39′ O         |                       | |              | Gipfelkreuz                                          |
| Brandenburg (Liste)            | Heidehöhe                   | 0201,4 m  | 51° 23′ 6″ N, 13° 34′ 30″ O  | Grödener Berge        | 09,90 km → Huttenberg                                                                                   |              | Heidehöhe                                            |
| Bremen (Liste)                 | Erhebung im Friedehorstpark | 0032,50 m | 53° 10′ 39″ N, 8° 40′ 23″ O  |                       | |              | Friedehorstpark                                      |
| Hamburg (Liste)                | Hasselbrack                 | 0116,20 m | 53° 25′ 49″ N, 9° 51′ 50″ O  | Harburger Berge       | 000,46 km → namenloser Hügel (120,4 m) im Wulmstorfer und Daerstorfer Forst 3,40 km → Gannaberg (155 m) |              | Hasselbrack                                          |
| Hessen (Liste)                 | Wasserkuppe                 | 0950,00 m | 50° 29′ 53″ N, 9° 56′ 16″ O  | Rhön                  | 060,00 km → Großer Beerberg                                                                             | 0585,0 m     | Wasserkuppe                                          |
| Mecklenburg-Vorpommern (Liste) | Helpter Berge               | 0179,20 m | 53° 29′ 21″ N, 13° 36′ 53″ O | Helpter Berge         | |              | Helpter Berge                                        |
| Niedersachsen (Liste)          | Wurmberg                    | 0971,20 m | 51° 45′ 24″ N, 10° 37′ 8″ O  | Harz                  | 003,10 km → Rabenklippe des Königsberges                                                                | 0182,0 m     | Wurmberg                                             |
| Nordrhein-Westfalen (Liste)    | Langenberg                  | 0843,20 m | 51° 16′ 35″ N, 8° 33′ 30″ O  | Rothaargebirge        | 116,00 km → Großer Feldberg                                                                             | 0557,0 m     | Langenberg                                           |
| Rheinland-Pfalz (Liste)        | Erbeskopf                   | 0816,32 m | 49° 43′ 46″ N, 7° 5′ 20″ O   | Hunsrück              | 111,50 km → Kleiner Feldberg                                                                            | 0571,0 m     | Erbeskopf                                            |
| Saarland (Liste)               | Dollberg                    | 0695,40 m | 49° 37′ 47″ N, 7° 0′ 52″ O   | Dollberge             | 003,00 km → Dollenberg am Tirolerstein (in der Gemarkung Sötern)                                        | 0051,1 m     | Dollberg                                             |
| Sachsen (Liste)                | Fichtelberg                 | 1214,80 m | 50° 25′ 46″ N, 12° 57′ 15″ O | Erzgebirge            | 003,40 km → Klínovec (CZ)                                                                               | 0135,0 m     | Keilberg und Fichtelberg vom Hohen Stein aus gesehen |
| Sachsen-Anhalt (Liste)         | Brocken                     | 1141,20 m | 51° 47′ 57″ N, 10° 36′ 56″ O | Harz                  | 224,00 km → Fichtelberg                                                                                 | 0856,0 m     | Brocken vom Torfhaus aus gesehen                     |
| Schleswig-Holstein (Liste)     | Bungsberg                   | 0167,40 m | 54° 12′ 39″ N, 10° 43′ 26″ O | Holsteinische Schweiz | 127,00 km → Wilseder Berg                                                                               |              | Gipfelstein auf dem Bungsberg                        |
| Thüringen (Liste)              | Großer Beerberg             | 0982,90 m | 50° 39′ 34″ N, 10° 44′ 46″ O | Thüringer Wald        | 103,00 km → Ochsenkopf                                                                                  | 0389,0 m     | Großer Beerberg                                      |